# Umbubalodano
Umbubalodano is een bestuurslaag in het regentschap Nias Utara van de provincie Noord-Sumatra, Indonesië. Umbubalodano telt 3124 inwoners (volkstelling 2010).